# Steven Seagal
Steven Frederic Seagal, född 10 april 1952 i Lansing i Michigan, är en amerikansk skådespelare, musiker, filmproducent och regissör.

## Biografi
Seagals far var jude och hans mor var av irländsk börd.
Seagal intresserade sig för kampsport och bodde en period i Japan där han undervisade i aikido. Han drev sedan även en dojo i USA och hans första jobb i filmbranschen var som kampsportsinstruktör, bland annat vid inspelningarna av Samurajsvärden (1982) och Never Say Never Again (1983).
Seagals filmdebut Nico: Above The Law hade premiär 1988 och blev en stor succé. Han grundade sitt eget produktionsbolag, Steamroller Productions. Efter ytterligare tre filmer följde hans största publiksuccé, Under belägring (1992). Därefter debuterade han som regissör med På farlig mark (1994), som kombinerar action med ett budskap mot miljöförstöring. Filmen blev en flopp, liksom hans följande filmer. 2001 släpptes Exit Wounds som var ganska framgångsrik. Därefter har han gjort ett par filmer per år, oftast lågbudgetfilmer inspelade i östländer. Ingen av dessa har nått några större framgångar och majoriteten av dem har släppts direkt på dvd, ofta producerade av Nu Image.

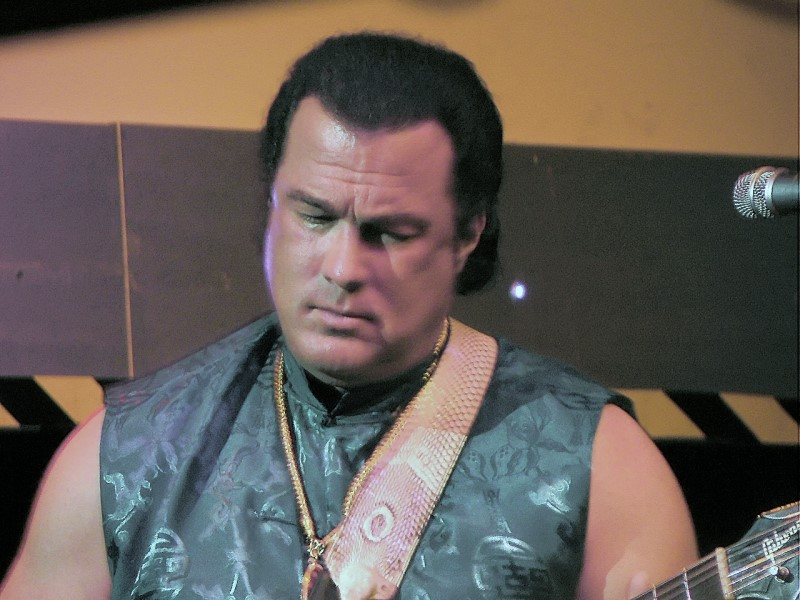
Seagal vid en konsert 2007.

Steven Seagal spelar gitarr och har på senare år börjat inrikta sig mer på musiken och gett ut två skivor, Songs from the Crystal Cave (2005) och Mojo Priest (2006). Med Mojo Priest i ryggen gav han sig ut på en USA-turné med the Thunderbox Bluesband. 2007 fortsatte han succéturnén till Europa och besökte bland annat Danmark och England.
Han har både vunnit och nominerats till Razzie Awards.

### Privatliv, religion och politiska åsikter
Seagal har svart bälte i aikido och var den förste icke-japanen att driva en dojo i Japan.
Seagal är vegetarian, djurrättssaktivist och buddhist. Enligt den buddhistiske ledaren Penor Rinpoche är Seagal en reinkarnation (tulku) av den buddhistiske laman Chungdrag Dorje. Steven Seagal beviljades ryskt och serbiskt medborgarskap 2016, och är vän med och beundrare av Vladimir Putin.
Seagal har anklagats för sexuella trakasserier inom ramen för metoo-uppropet, av bland annat Portia de Rossi.

## Filmografi
- Nico: Above The Law. (1987) Chicagopolisen Nico Toscani upptäcker ett nät av korrupta poliser. Regisserad av Andrew Davis.
- Hard to Kill (1990) Snut ute efter hämnd, Mason Storm hamnar i koma och hjälps tillbaka av en sjuksyster, spelad av dåvarande frun Kelly LeBrock.
- Dödsmärkt (1990) John Hatcher är en f.d. DEA-agent som återvänder till sin gamla hemstad Chicago för att finna en ny superskurk i jamaicanske Screwface.
- Dödlig hämnd (1991) Gino Felino är en hårdkokt snut i New York som patrullerar Brooklyns gator. Här söker han efter en gammal barndomsvän som dödat hans bäste vän. Skurken spelas av William Forsythe.
- Under belägring (1992) Andrew Davis regisserar Steven i hans största succé. Kocken Casey Ryback är mer än bara kock.
- På farlig mark (1994) Steven ges här chansen att regissera. Forrest Taft jobbar som riggsläckare åt ett ont oljebolag lett av Michael Caine. Han försöker stoppa Caines planer på att exploatera Alaska.
- Under belägring 2: Dark Territory (1995) Skeppskocken Ryback är tillbaka, denna gång åker han tåg.
- Beslut utan återvändo (1996) En Kurt Russell-film, där Seagal spelar en biroll.
- The Glimmer Man (1996) Polisen Jack Cole finner sig anklagad för mordet på sin f.d. fru.
- Fire Down Below (1997) Miljöpolisen Jack Taggart har problem med avfallsdumpande Kris Kristofferson i Kentucky.
- The Patriot Kanadensiska Dr. Wesley McClaren måste ta hand om ett virus.
- Prince of Central Park (2000) Producent
- Exit Wounds (2001) Bio-comebacken som L.A. polisen Orin Boyd. Med komiska stjärnor som Anthony Anderson och Tom Arnold. Producerat av Joel Silver.
- Ticker (2001) Bombexperten Frank Glass måste stoppa Dennis Hopper.
- Half Past Dead (2002) Ryska FBI-agenten Sasha Petrosevitch hamnar under täckmantel på nyöppnade Alcatraz. Sista bio-filmen för Seagal.
- The Foreigner (2003) Jonathan Cold är en yrkesmördare som får skuldkänslor.
- Out for a Kill (2003) Arkeologen Robert Burns assistent dödas och Burns beskylls för dådet och hamnar i kinesiskt fängelse.
- Belly of the Beast (2003) En före detta agents dotter kidnappas och han måste resa till Thailand för att befria henne.
- Out of Reach (2004) William Lansing brevväxlar med en barnhemsflicka i Polen, plötsligt slutar breven komma. Lansing hamnar mitt i öststatstrafficking.
- Clementine (2004) Seagal gästspelar i en koreansk film.
- Into the Sun (2005) Travis Hunter tar på sig att rensa ut Yakuzan. Var tänkt som comeback på bio, men den gick bara upp i utvalda delar i Asien.
- På djupt vatten (2005) Chris Cody måste hitta virus på en ubåt. Med Vinnie Jones.
- Today You Die (2005) Harlan Banks är en f.d. tjuv som blir oskyldigt anklagad för en stöt. Hämnddags igen.
- Black Dawn (2005) Seagal återvänder som Jonathan Cold.
- Legosoldaten (2006) John Seeger, en frilansande soldat som slåss för det goda.
- Shadow Man (2006) Jack Foster letar efter sin kidnappade dotter i Bukarest.
- Attack Force (2006) Marshall Lawson letar öststatsvirus. Från början tänkt som en Alien-film, men producenterna ändrade manus efter att Seagal lämnat inspelningen. Seagals karaktär är därför omdubbad (av en annan skådespelare) i flera scener.
- Flight of Fury (2007) F.d. soldaten John Sands måste hitta ett stulet Stealthflygplan. Remake på Michael Dudikoff-filmen Black Thunder från 1998.
- Urban Justice (2007) En gängledare har dödat Simons son. Det skulle han inte ha gjort.
- Marker (2008) F.d. polisen Matt har både alkohol- och spelproblem att handskas med.
- Kill Switch (2008) Polisen Jacob King letar seriemördare i Memphis.
- Against the Dark (2009) Vampyrrulle med Steven som soldat som rensar blodsugare på ett sjukhus. (Cameo)
- Driven to Kill / Ruslan (2009) Ruslan är en före detta maffiamedlem som dragit sig tillbaka. Han återvänder till sina gamla kvarter för att gå på sin dotters bröllop. Men det visar sig att brudgummen är son till Ruslans livslånge fiende, Mikhail Arban. Sedan Ruslan drog sig tillbaka har Arban varit ledare för hela den ryska östkustmaffian. På bröllopsdagen mördas Ruslans ex-fru och hans dotter skadas svårt. Nu tvingas Ruslan möta sitt förflutna och han gör allt för att försvara sin familj.
- The Keeper (2009) En polis från Los Angeles sticker till New Mexico för att jobba som livvakt åt en rik affärsmans dotter.
- Steven Seagal: Lawman (2009) TV-Serie.
- A Dangerous Man (2009) Räddar en skyldig flicka som tagits gisslan av den ryska maffian.
- Machete (2010), Seagal spelar en skurk.
- Born To Raise Hell (2010) Spelar en Interpolagent som får i uppdrag att stoppa vapen- och knarksmuggling i Östeuropa.
- Maximum Conviction (2012)
- A good man (2014)

## Diskografi
- 2005: Songs from the Crystal Cave
- 2006: Mojo Priest

## Utmärkelser
- Razzie Award för sämsta regissör,  1995
- Ryska vänskapsorden,  2023[6]

[Redigera Wikidata]